# Flaccia imthurni
Flaccia imthurni är en insektsart som först beskrevs av George Willis Kirkaldy 1907.  Flaccia imthurni ingår i släktet Flaccia och familjen Derbidae. Inga underarter finns listade i Catalogue of Life.